# A Banca
A Banca foi uma banda de rock brasileira formada em 2013. Após 21 anos de Charlie Brown Jr., visando a preservar a formação original da banda, os músicos Champignon, Bruno Graveto, Marcão e Thiago Castanho, formaram "A Banca" após a morte de Chorão, líder da extinta banda Charlie Brown Jr.. O nome é inspirado em uma expressão bem conhecida na periferia, onde simboliza uma turma, uma galera, no caso "A Banca do Charlie Brown Jr", o nome reforça a ideia dos integrantes de manter viva a essência e ideologia do grupo.

## História
No dia 11 de abril de 2013, em entrevista à revista Rolling Stone Brasil, o músico Champignon confirmou que o não há como o Charlie Brown Jr. continuar com a ausência de Chorão, porém, os integrantes Champignon, Bruno Graveto, Marcão e Thiago Castanho formaram uma nova banda chamada A Banca(uma gíria de rua, que significa um movimento de uma gangue, a gangue do Charlie Brown Jr.), onde o baixista assume os vocais e a banda terá uma nova baixista chamada Lena Papini. Sobre o nome da nova banda, Champignon explicou:
| “ | "A gente a principio não quis continuar com o nome da banda para preservar a imagem que as pessoas têm do Charlie Brown. Depois que o Chorão morreu, nós ficamos pensando o que faríamos e, um dia, tomando banho comecei pensar que a gente não é o Charlie Brown, nós éramos a banca do Charlie Brown. Por isso nós decidimos mudar para A Banca." | ” |

Já sobre sua ida aos vocais, Champignon comentou que também é uma homenagem a Chorão, já que Chorão havia sinalizado que ele poderia assumir os vocais da banda durante suas férias.
| “ | “Ele estava bem cansado e uns dois ou três meses antes de partir, ele pediu para que a gente continuasse comigo no seu lugar para ele descansar. Foi por isso que nós tivemos essa ideia de eu ir para o vocal e a gente reestruturar a formação da banda dessa forma. Então existe um aval do próprio cara antes do que aconteceu.” | ” |

A primeira apresentação da banda foi no programa Altas Horas, gravada no dia 11 de abril de 2013 e exibida pela Rede Globo no dia 13 de abril de 2013.

### TurnêChorão Eterno
Após esta apresentação, a banda saiu em uma turnê nacional em homenagem a Chorão, chamada Chorão Eterno, no qual eles tocam canções de toda a carreira do Charlie Brown Jr.. A turnê estreou oficialmente no dia 4 de maio de 2013. Durante a apresentação, imagens inéditas de Chorão com os músicos foram exibidas no telão.
| “ | A gente não imagina o Charlie Brown sem o Chorão. Então a gente resolveu fazer uma homenagem e começou com a turnê em homenagem a ele, que se chama “Chorão Eterno”. | ” |

A renda de alguns shows estavam sendo destinadas ao Chorão Skate Park, que, após a morte do Chorão, ficou com a situação financeira complicada, pois era ele quem cobria a maior parte das despesas. Em comunicado, a banda informou que esta turnê se encerraria no dia 3 de outubro, com um show no Espaço das Américas, em São Paulo. No dia 16 de Abril, a banda foi confirmada como uma das atrações do festival João Rock 2013. Foram confirmados também como uma das atrações do Circuito Banco do Brasil, show, que acabou não acontecendo, devido à morte de Champignon.

### Primeiro single
No dia 24 de agosto, a banda lança, na rádio Jovem Pan!, seu primeiro single, "O Novo Passo". No dia 7 de setembro de 2013, Champignon revelou que o grupo estava em fase de composição das músicas de seu primeiro disco.

### Morte de Champignon
No dia 9 de setembro de 2013, Champignon foi encontrado morto em seu apartamento em São Paulo, após cometer dois tiros, um para teste em direção ao chão acertando em um de seus instrumentos musicais e outro na cabeça, resultando em seu falecimento, câmeras de seguranças flagraram Champignon realizando dois gestos, o primeiro de "paz e amor" em direção ao chão e o segundo de "degola" com dois dedos, sendo uma prévia de seu suicídio, sua mulher grávida de cinco meses estava na residência e foi levada em estado de choque ao hospital. O futuro da banda segue indefinido.
| “ | "É com muita tristeza que a família A Banca, amigos e família comunicam o falecimento de Luiz Carlos Leão Duarte Junior, nosso Champignon. O momento é de muita dor, tristeza e saudade. Agradecemos a todos pelas mensagens de apoio e carinho, no momento ainda não temos muitas informações. Fique em paz Champs, nosso eterno guerreiro." | ” |

### Pós-morte de Champignon
Após a morte de Champignon, os integrantes remanescentes da então formação do Charlie Brown Jr. têm investido na carreira solo e em projetos paralelos na música como forma de seguir em frente após um turbulento ano de 2013.
Em janeiro de 2014, Bruno Graveto revelou ao site G1 que os integrantes do grupo poderiam se reunir em um novo projeto, para formar uma banda de rock clássico. Este projeto conta, além de Graveto, com Lena Papini, o vocalista Ivan Sader e Marcão.
| “ | “Temos um projeto junto, que ainda é embrionário, no qual tocamos clássicos do rock." | ” |

Em fevereiro de 2014, o novo projeto musical foi oficialmente lançado. Chamado D'Chapas, o grupo conta com Ivan Sader nos vocais, e três membros d'A Banca. Thiago Castanho foi o único a não integrar o D'Chapas.
Em abril de 2014, os remanescentes d'A Banca fizeram a base do show "CBJR e Convidados" que tocaram no festival Tamo Aí na Atividade.
Em novembro de 2014, Thiago Castanho anuncia sua nova banda, intitulada "O Legado", com duas músicas já lançadas, "Mais Um Dia Sem Você" e "Paraíso de Ilusão".
Também em novembro, Marcão anunciou seu novo trabalho. Ao lado de Lena Papini, e com Pinguim, o trio formou a banda Bula.

## Integrantes

### Champignon
Vocalista e Beat-Box. Entrou no Charlie Brown Jr em 1992, mas saiu da banda em 2005, neste período ele gravou 7 discos com a banda, em 2011 Champignon retorna ao Charlie Brown, após Chorão publicar um texto explicando que o contrato de Heitor Gomes tinha rompido, e ambos acharam melhor a separação. Nesse mesmo comunicado ele anuncia que Champignon estaria voltando à banda, depois de quase seis anos. Esteve presente na gravação do CD e DVD Música Popular Caiçara, lançado em maio de 2012. Permaneceu na banda até o seu final em abril de 2013 devido a morte de seu membro fundador. Posteriormente com a mesma formação da antiga banda, formou a banda A Banca. Passou de baixista para o vocais principal. Ele e Chorão se desentenderam em um show mas, após ver que um fã havia gravado a briga, os dois gravaram um vídeo selando novamente a amizade. Champignon morreu na madrugada do dia 9 de setembro de 2013, após se suicidar em seu apartamento em São Paulo.

### Thiago Castanho
Guitarrista e Backing Vocal. Thiago Castanho entrou no Charlie Brown Jr. em 1992 e, depois de tocar nos três primeiros discos, se desligou da banda em 2001. Antes de voltar e assumir definitivamente as guitarras do Charlie Brown Jr. no ano de 2005, Thiago montou o estúdio Digital Grooves em Santos, SP, cursou administração de empresas durante seis meses e gravou um Acústico MTV com a banda Ira!. Apesar da volta de Marcão, continua sendo o principal responsável pelos solos de guitarra, assim como era há vários anos, quando ainda existia a dupla na banda.
Permaneceu na banda até o seu final em abril de 2013 devido a morte de seu membro fundador. Posteriormente com a mesma formação da antiga banda, integra a banda A Banca, onde assumiu a função de Backing Vocal, podendo ser constatado já no primeiro single "O Novo Passo".

### Marcão
Guitarrista, entrou no Charlie Brown Jr. em 1992, foi um dos responsáveis pela chegada do guitarrista Thiago Castanho, que havia sido seu aluno de guitarra. No período de sua primeira passagem na banda ele gravou sete discos, antes de sair em 2005, Marcão retorna para o Charlie Brown Jr. em 2011, durante um show no Viradão Carioca. Esteve presente na gravação do CD e DVD Música Popular Caiçara. Permaneceu na banda até o seu final em abril de 2013 devido a morte de seu membro fundador. Posteriormente com a mesma formação da antiga banda, integra a banda A Banca.

### Lena Papini
Baixista Helena Papini é filha de pastores e era figura carimbada nas noites de Santos, já tocou com várias bandas, e por fazer um excelente trabalho e ser conhecida de Champignon e Marcão foi convidada a assumir o baixo da banda santista "A Banca", pois Champignon queria se sentir livre para interagir com o público.

### Bruno Graveto
Baterista, entrou na banda no ano de 2008 e toca desde os doze anos. Antes de entrar no Charlie Brown Jr. tocou em outras bandas, como Pipeline e O Surto. Tocou também com o baixista Heitor Gomes na banda Fusion.  Permaneceu na banda até o seu final em abril de 2013 devido a morte de seu membro fundador. Posteriormente com a mesma formação da antiga banda, integra a banda A Banca.